# 586 Thekla
586 Thekla eller 1906 TC är en asteroid i huvudbältet, som upptäcktes 21 februari 1906 av den tyske astronomen Max Wolf i Heidelberg. Den är uppkallad efter helgonet Thekla.
Asteroiden har en diameter på ungefär 95 kilometer.